# Néstor Ortiz
Néstor Ortiz Mena (Turbo, Antioquia, Colombia; 26 de septiembre de 1968) es un exfutbolista colombiano. Jugaba de defensa y pasó gran parte de su carrera en el Once Caldas, se retiró en el Deportivo Anzoátegui en 2007. Fue internacional absoluto por la selección de Colombia en 8 encuentros y formó parte del plantel que jugó la Copa Mundial de 1994.

## Selección nacional

### Participaciones enCopas del Mundo
| Mundial             | Sede           | Resultado      | PJ                           | GA | Asis |
| ------------------- | -------------- | -------------- | ---------------------------- | -- | ---- |
| Mundial de USA 1994 | Estados Unidos | Fase de grupos | 0 (3 partidos como suplente) | 0  | 0    |

### Participaciones enEliminatorias al Mundial
| Eliminatoria                          | Sede del Mundial | Posición      | Resultado   | PJ                                | GA | Asis |
| ------------------------------------- | ---------------- | ------------- | ----------- | --------------------------------- | -- | ---- |
| Eliminatorias Mundial de Francia 1998 | Francia          | 3°lugar 28pts | Clasificado | 0 (2 convocatorias como suplente) | 0  | 0    |

## Clubes
referencia.
| Club                   | País      | Año       |
| ---------------------- | --------- | --------- |
| Once Caldas            | Colombia  | 1989-1996 |
| Deportes Tolima        | Colombia  | 1997-1998 |
| Millonarios            | Colombia  | 1998-1999 |
| Deportivo Pasto        | Colombia  | 1999      |
| Independiente Santa Fe | Colombia  | 2003      |
| Carabobo FC            | Venezuela | 2003-2006 |
| Deportivo Anzoátegui   | Venezuela | 2006-2007 |